# Volterra
För andra betydelser, se Volterra (olika betydelser).
Volterra är en stad och kommun i provinsen Pisa i regionen i Toscana, Italien, 45 km sydväst om Florens. Kommunen hade 10 159 invånare (2018). Staden ligger på en bergstopp med storslagen utsikt över landskapet. Fynd visar att platsen varit bebodd från 1000-talet före Kristus. Staden Volterra anlades av etruskerna på 300-talet f.Kr. (Velathri) och blev en av de tolv etruskiska stadsstaterna.

## I litteraturen
Staden omnämns i de bästsäljande böckerna När jag hör din röst, Ljudet av ditt hjärta och Så länge vi båda andas, skrivna av Stephenie Meyer. I böckerna är Volterra hemstad för den mäktiga vampyrklanen  Volturi.